# Rasterkraftmikroskop

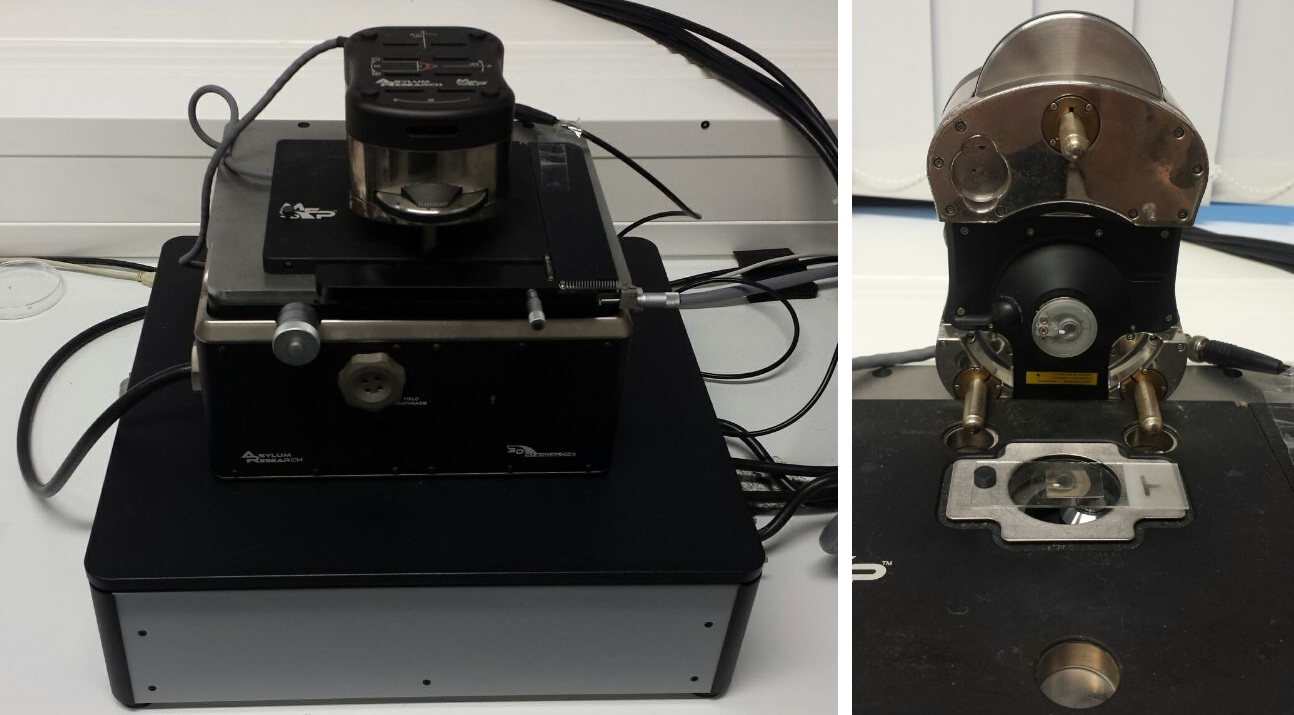
Ein Rasterkraftmikroskop. Rechts dargestellt ist der aufgeklappte Probenkopf.

Funktionsprinzip des Rasterkraftmikroskops

Das Rasterkraftmikroskop, auch atomares Kraftmikroskop oder Atomkraftmikroskop (englisch atomic/scanning force microscope; Abkürzungen AFM bzw. SFM, seltener RKM) genannt, ist ein spezielles Rastersondenmikroskop. Es ist ein wichtiges Werkzeug in der Oberflächenchemie und dient zur mechanischen Abtastung von Oberflächen und der Messung atomarer Kräfte im Nanometerbereich. Eine nanoskopisch feine Nadel wird mittels einer Blattfeder gegen die zu messende Probe gedrückt, und die atomaren Kräfte biegen die Blattfeder. Diese Auslenkung kann mit Licht gemessen werden, und damit kann die Kraft berechnet werden, die zwischen den Atomen der Oberfläche und der Spitze wirkt. Da zwischen der Probe und der Spitze kein Strom fließt, können auch nichtleitende Proben untersucht werden.
Das Mikroskop wurde 1985 von Gerd Binnig, Calvin Quate und Christoph Gerber entwickelt.

## Messprinzip
Während der Messung wird eine an einer Blattfeder – dem sogenannten Cantilever – befestigte nanoskopisch kleine Nadel zeilenweise in einem definierten Raster über die Oberfläche einer Probe geführt. Dieser Vorgang wird als Scannen (englisch to scan: rastern, abtasten) bezeichnet. Durch die Oberflächenstruktur der Probe biegt sich dabei die Blattfeder positionsabhängig unterschiedlich weit. Diese Verbiegung bzw. Auslenkung der Spitze kann mit kapazitiven oder typischerweise optischen Sensoren gemessen werden und ist ein Maß für zwischen der Spitze und der Oberfläche wirkende atomare Kräfte. Eine etablierte Messmethode sind auch rückseitig am Cantilever aufgebrachte Schichten, deren elektrischer Widerstand sich durch die Verformung ändert und somit elektronisch gemessen werden kann. Neben den anziehenden, langreichweitigen Van-der-Waals- und Kapillarkräften treten starke abstoßende Kräfte mit geringer Reichweite auf. Dies sind zum einen quantenmechanisch begründete Abstoßungen aufgrund des Pauli-Prinzips, zum anderen eine Coulomb-Abstoßung der Kernladung, die beim Überlappen der Elektronenhüllen an Bedeutung gewinnt. Die Überlagerung dieser Kräfte wird häufig mit dem Lennard-Jones-Potential beschrieben.
Durch das punktweise Aufzeichnen der Auslenkungen bzw. Kräfte lässt sich wie bei einem Digitalfoto eine Abbildung der Probenoberfläche erzeugen. Jeder einzelne Bildpunkt steht dann für eine bestimmte physikalische oder chemische Messgröße (siehe unten). Die mögliche Auflösung des Bildes wird, wie bei Profilometern, hauptsächlich durch den Krümmungsradius der Spitzen bestimmt, er beträgt in der Regel 10 bis 20 nm, was je nach Rauheit der Probenoberfläche laterale Auflösungen von 0,1 bis 10 nm erlaubt. Dies reicht aus, um im Idealfall sogar einzelne Atome abbilden zu können. Damit hat das Rasterkraftmikroskop zusammen mit dem Rastertunnelmikroskop (RTM bzw. STM) die höchste Auflösung aller mikroskopischen Techniken. Zur exakten Bewegung der Nadel über die Probe dienen Piezostellelemente, mit deren Hilfe Scanbereiche von 1 µm × 1 µm bis zu 150 µm × 150 µm untersucht werden können. Die Scangeschwindigkeit liegt typischerweise zwischen 0,5 und 10 Zeilen pro Sekunde (hin und zurück). Bei normalen Bildauflösungen von 256 × 256 bis 512 × 512 Bildpunkten ergibt sich somit eine Messdauer von ungefähr 1 bis 20 Minuten pro Bild.
Moderne Anlagen verfügen über eine sogenannte „Tip Box“, welche verschiedene Arten von Messspitzen enthalten kann. Das Gerät wechselt dann automatisch zur gewünschten Messspitze. Bei den in der Halbleiterindustrie genutzten AFMs besteht außerdem die Möglichkeit, eine Poloniumquelle zu verwenden, welche Fehlmessungen vermeiden soll, indem es der elektrostatischen Aufladung der Probe und des Messgeräts entgegenwirkt.

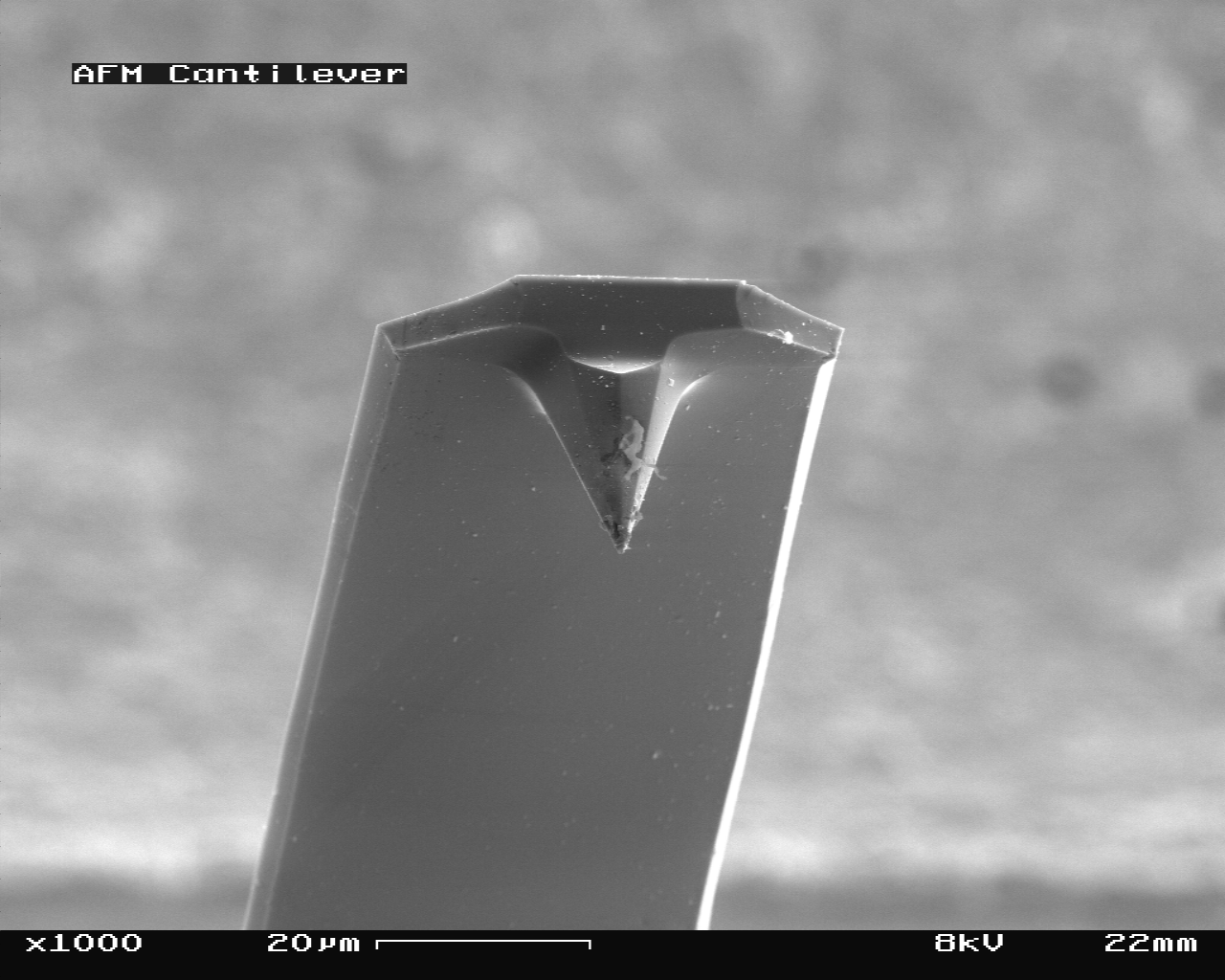
Kernstück ist die Cantilever-Messnadel, hier eine benutzte in 1.000-facher Vergrößerung
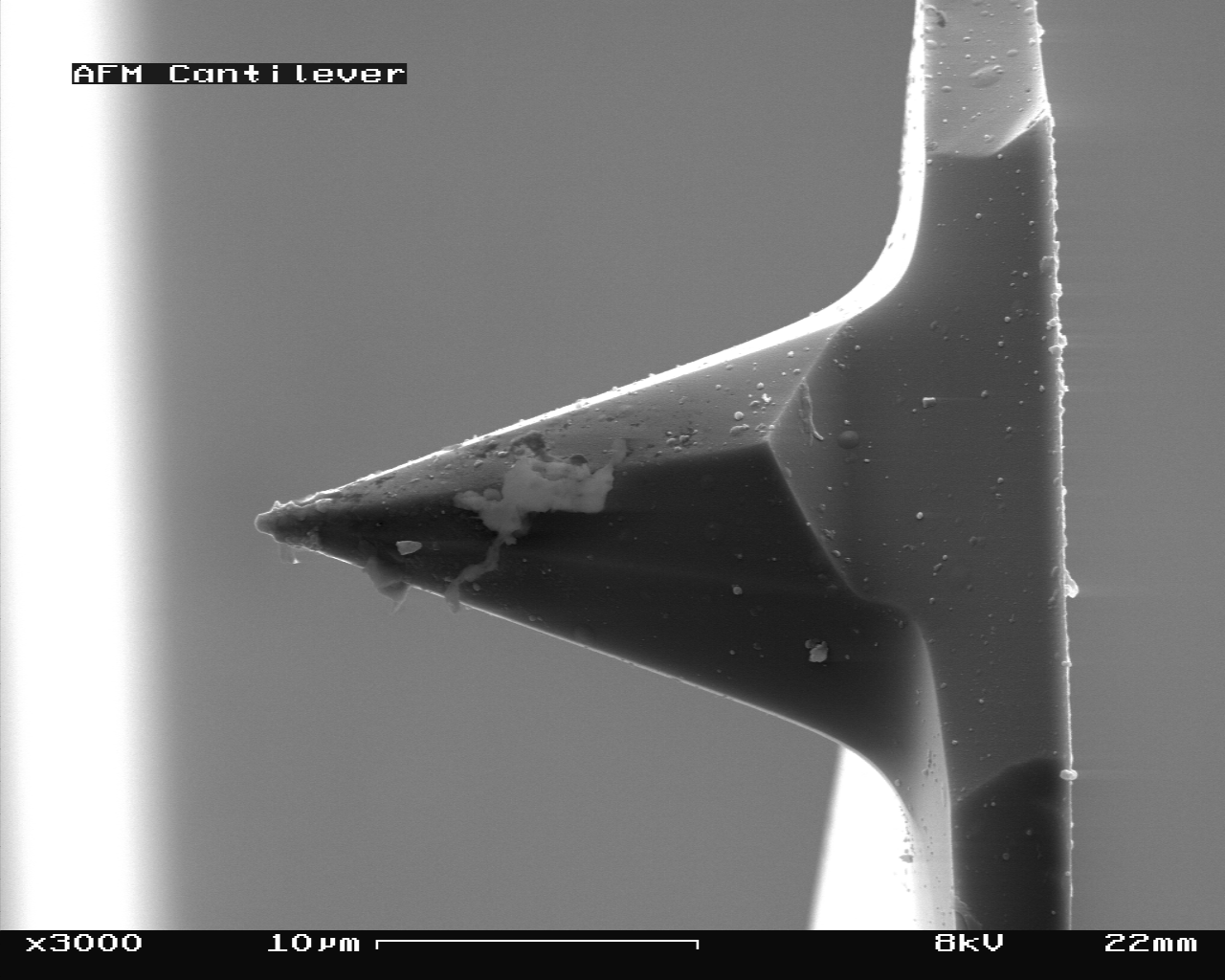
3000-fache Vergrößerung
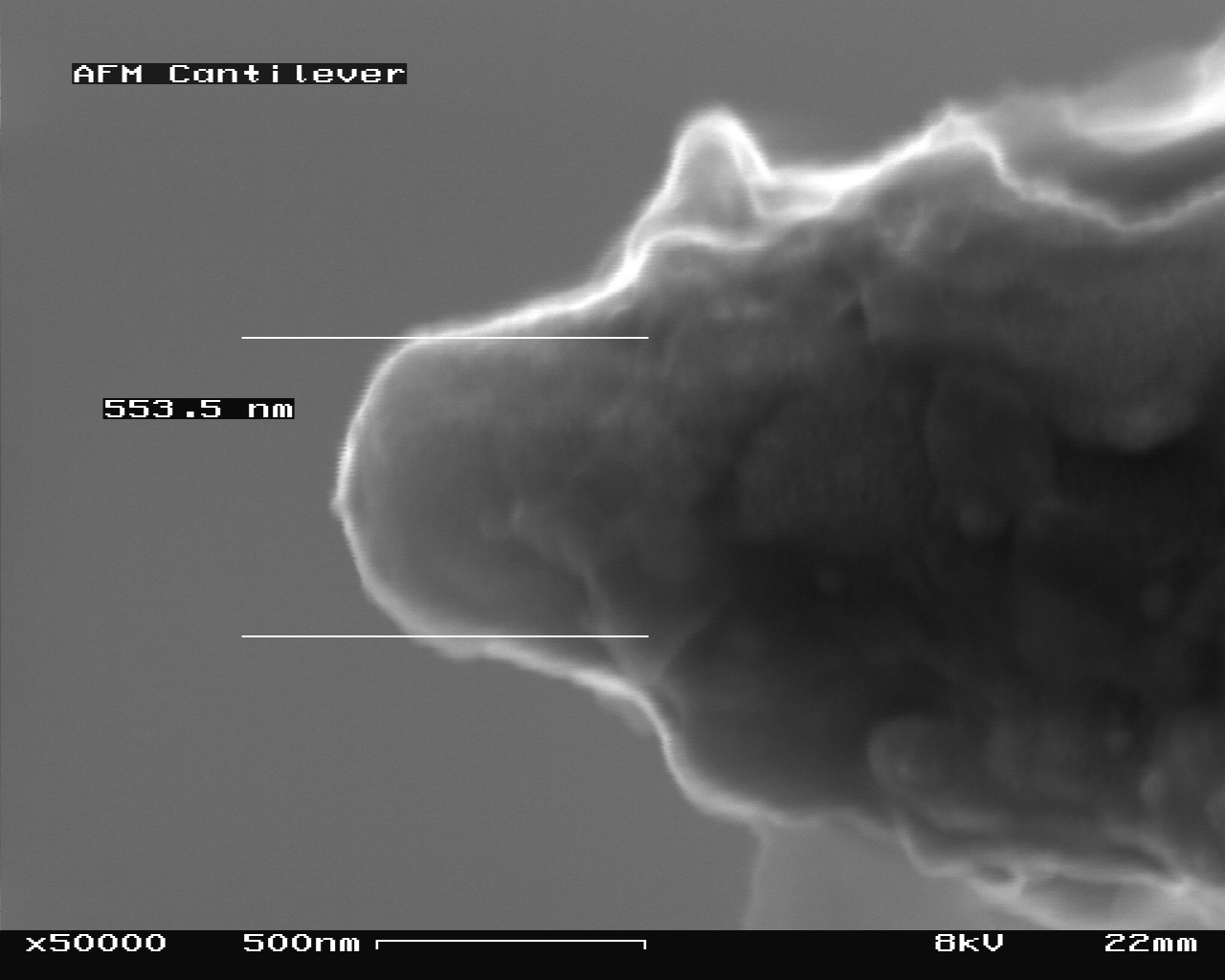
50.000-fache Vergrößerung

## Aufbau
Eine Messspitze (englisch tip), die sich auf einem elastisch biegsamen Hebelarm (englisch cantilever) befindet, wird als Messsonde (englisch probe) in geringem Abstand über die Probenoberfläche geführt. Ein piezoelektrischer Scanner bewegt hierfür entweder die Spitze über die Probe oder die Probe unter der feststehenden Spitze. Die Verbiegungen des Hebelarms, hervorgerufen durch Kräfte zwischen Probe (englisch sample) und Spitze, werden hochaufgelöst gemessen, meist, indem ein Laserstrahl auf die Spitze gerichtet und der reflektierte Strahl mit einem Photodetektor aufgefangen wird (Lichtzeigerprinzip). Alternativ kann die Messung der Verbiegung des Hebelarms interferometrisch erfolgen. Die Verbiegungen des Hebelarms geben Aufschluss über die Oberflächeneigenschaften der Probe. Ein wichtiges Element eines Rasterkraftmikroskops ist der Controller, der die Bewegung des Scanners und der Probe bzw. Spitze steuert sowie die Signale auswertet. Die Bedienung des Geräts wird erleichtert, wenn die Positionierung des Lasers und der Spitze durch ein lichtoptisches Mikroskop unterstützt werden.
Eine atomar feine Spitze lässt sich dadurch erreichen, indem man ein einzelnes Kohlenstoffmonoxid-Molekül als Spitze verwendet.

## Betriebsmodi

Die drei Modi der AFM: (a) Kontakt-, (b) Nicht-Kontakt- und (c) Intermittent-Modus

Das Rasterkraftmikroskop kann in verschiedenen Betriebsmodi betrieben werden. Die Betriebsmodi können nach drei Systematiken geordnet werden, je nachdem
1. ob eine Bildgebung erfolgt:
  - bildgebend
  - spektroskopisch
2. welche Wechselwirkungen für die Messungen genutzt werden:
  - Kontakt-Modus
  - Nicht-Kontakt-Modus
  - Intermittierender Modus
3. wie die Bewegung der Nadel geregelt wird:
  - Constant-height-Modus
  - Constant-force/amplitude-Modus

### Bildgebende Verfahren

#### Kontakt-Modus
In allen Kontakt-Messmethoden steht die Messspitze in direktem mechanischem Kontakt mit der zu vermessenden Oberfläche. Zwischen den Elektronenhüllen der Atome an der Oberfläche und der sie berührenden Messspitze entsteht dabei eine starke elektrostatische Abstoßung.
- ungeregelt: Der constant height mode (englisch für: ‚Modus mit konstanter Höhe‘) ist die älteste Messmethode des Rasterkraftmikroskops, da hierbei an die Regelungstechnik nur sehr geringe Anforderungen gestellt sind. Beim Abrastern der Probe verbiegt sich die Abtastnadel entsprechend der Struktur der Oberfläche. Da dadurch umso größere Kräfte auftreten, je größer die Unebenheiten auf der Oberfläche sind, eignet sich diese Methode vor allen Dingen für sehr glatte und harte Oberflächen, wie Spaltflächen von Kristallen. Da keine Regelung senkrecht zur Probenoberfläche erfolgen muss, können bei dieser Methode relativ hohe Messgeschwindigkeiten bis über 10 Zeilen pro Sekunde erreicht werden. Die gesamte Information über die Topografie der Oberfläche ist im Auslenkungssignal der Blattfeder enthalten.
- geregelt: im constant force mode (englisch für: ‚Modus mit konstanter Kraft‘) wird dagegen der Aufhängungspunkt der Blattfeder mithilfe eines Piezostellelements so gesteuert, dass die Auslenkung des Cantilevers und damit die Kraft zwischen Spitze und Probe möglichst gleich bleibt. Um das zu erreichen, wird das Auslenkungssignal der Blattfeder als Regelgröße in einen Regelkreis eingespeist, der die Bewegung der Blattfederaufhängung bestimmt. Da Regelkreise nur eine endliche Geschwindigkeit aufweisen, ist diese Messmethode auf niedrigere Geschwindigkeiten begrenzt. Mit den heute handelsüblichen Rasterkraftmikroskopen ist derzeit eine maximale Messgeschwindigkeit von etwa 3 bis 4 Zeilen pro Sekunde möglich. Obwohl durch die Regelung die auf die Oberfläche ausgeübten Kräfte reduziert werden können, bleibt trotzdem eine Restbelastung erhalten. Bei einer guten Regelung ist die Information über die Topographie der Oberfläche in der Stellgröße des Piezostellelements enthalten.

#### Nicht-Kontakt-Modus (NC-AFM)

Die Oberfläche von Natriumchlorid mit dem Kraftmikroskop im Nicht-Kontakt-Modus abgebildet, wobei die Anordnung der einzelnen Atome als Muster von Erhebungen und Vertiefungen zu erkennen ist.

Der Nicht-Kontakt-Modus (englisch non-contact, nc-mode oder auch dynamic mode) gehört zur Familie der dynamischen Anregungsmodi, wobei der Federbalken durch eine externe periodische Kraft zu Schwingungen angeregt wird. Einige Geräte besitzen dazu eigens ein zusätzliches Piezoelement, das direkt beim Federbalken angebracht ist. Speziell im Nicht-Kontakt-Modus wird dabei das Prinzip der Selbsterregung ausgenutzt: Das Schwingungssignal des Federbalkens wird direkt mit einer Phasenverschiebung von 90° wieder an das Anregungselement rückgekoppelt, das heißt, ein geschlossener Schwingkreis entsteht. Damit schwingt der Balken grundsätzlich immer an seiner Resonanzfrequenz. Wenn jetzt zwischen der Spitze des Federbalkens und der zu untersuchenden Probenoberfläche Kräfte auftreten, so ändert sich die Resonanzfrequenz des Schwingkreises. Diese Frequenzverschiebung ist ein Maß für die Kraftwechselwirkung und wird als Regelsignal beim Abrastern der Oberfläche genutzt. Der Federbalken kann auch mit einer festen Frequenz angeregt werden; die Verschiebung der Resonanzfrequenz ergibt dann eine Phasenverschiebung zwischen Anregung und Schwingung. Der Nicht-Kontakt-Modus wird üblicherweise im Vakuum oder auch Ultrahochvakuum eingesetzt und erzielt dort die höchsten Auflösungen im Vergleich zu den anderen Betriebsmodi des Rasterkraftmikroskops. Im Gegensatz zum auch hochauflösenden Rastertunnelmikroskop, welches atomare Auflösung auf elektrisch leitenden Proben erreicht, können hiermit sogar einzelne Atome und Moleküle auf elektrisch isolierenden Oberflächen bildlich dargestellt werden.

#### Intermittierender Modus
Der intermittierende Modus (englisch intermittent contact mode, unter anderem auch tapping mode genannt) gehört auch zur Familie der dynamischen Anregungsmodi. Im Gegensatz zum Nicht-Kontakt-Modus wird in diesem Fall die Anregung extern bei einer festen Frequenz nahe der Resonanzfrequenz des Federbalkens vorgenommen. Wechselwirkungskräfte zwischen der Spitze des Federbalkens und der Probenoberfläche verändern die Resonanzfrequenz des Systems, wodurch sich die Schwingungsamplitude und die Phase (zwischen Anregung und Schwingung) ändern. Meistens wird die Schwingungsamplitude als Regelsignal beim Abrastern der Probe genutzt, das heißt ein Regelkreis versucht die Amplitude konstant zu halten, indem der Abstand, und somit die Kraftwechselwirkung, zwischen Balkenspitze und Probe angepasst wird. Dieser Modus wird üblicherweise bei Messungen unter Umgebungsbedingungen oder auch in Flüssigkeiten genutzt und hat dadurch weite Verbreitung gefunden.

#### Andere Messgrößen

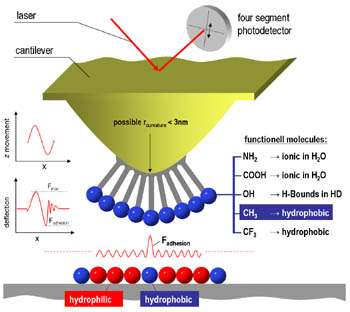
Schematischer Aufbau einer chemischen Sonde für die chemische Kraftmikroskopie.

Über die einfache Messung der Oberflächentopographie hinaus können mit dem AFM weitere physikalische Eigenschaften untersucht werden. Bei allen Messprinzipien liegt aber einer der oben aufgeführten Messmodi zu Grunde:

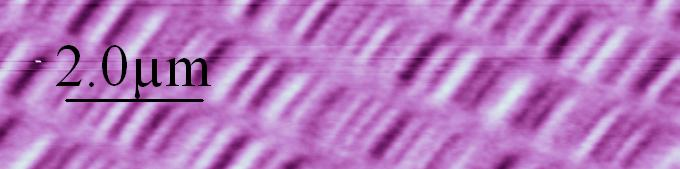
MFM-Magnetfeldmessung an einer 2-GB-Festplatte

Magnetkraftmikroskopie (englisch magnetic force microscopy, MFM)
Sie dient zur Untersuchung der lokalen Magnetstärke in der Probe und wird z. B. bei der Entwicklung von Festplattenlaufwerken eingesetzt. Die Messung erfolgt im Nicht-Kontakt-Modus, wobei die verwendete Abtastnadel dabei zusätzlich mit einem ferromagnetischen Material beschichtet ist. Die Messung selbst erfolgt dann für jede Bildzeile in zwei Durchläufen: Im ersten Durchlauf wird mit einem der oben beschriebenen Messmodi zunächst das Höhenprofil der Probe ermittelt. Danach wird im zweiten Durchlauf dieses Oberflächenprofil der Probe noch einmal abgefahren, und zwar so, dass die Messnadel einen konstanten Abstand zur Oberfläche aufweist (typisch unter 100 nm). Die gesammelten Informationen kommen nun nicht mehr durch eine mechanische Auslenkung der Messnadelspitze zustande, sondern durch die je nach lokaler Feldstärke unterschiedlich stark wirkenden magnetischen Anziehungskräfte.

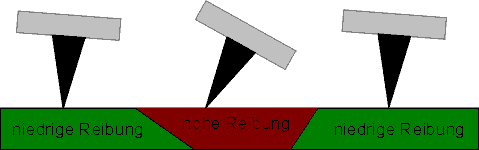
Prinzip der Reibungskraftmessung (LFM)

Reibungskraftmessung (englisch latera oder friction force measurement, LFM bzw. FFM)
Die Messung erfolgt im Constant-force-Kontakt-Modus. Während des Abrasterns der Oberfläche wird zusätzlich das Verkippungssignal des Cantilevers aufgezeichnet. Abhängig von der Reibung zwischen Abtastnadel und Oberfläche verdreht sich der Cantilever unterschiedlich stark. Dadurch können Gebiete unterschiedlicher Reibung unterschieden werden und somit Aussagen über die Materialzusammensetzung in der Probenoberfläche getroffen werden.
Chemische Kraftmikroskopie (englisch chemical force microscopy, CFM)
Die chemische Kraftmikroskopie (Innovationspreis Baden-Württemberg 2003) ermöglicht die nanometergenaue topographische und spezifische chemische Abbildung beliebiger Oberflächen, dabei verwendet sie chemisch einheitlich modifizierte Sondenspitzen und verschiedene liquide Abbildungsmedien, so dass immer nur eine ganz spezifische Wechselwirkung mit der Oberfläche auftritt.
 Eine speziell aufbereitete Messsonde (möglicher Sondenradius kleiner 3 nm) der Rasterkraftmikroskopie wird mit einer einzigen chemischen Endgruppe, wie zum Beispiel –OH, –CH3, –CF3, –NH2 oder –COOH dicht belegt. Durch die nun chemisch einheitliche Oberfläche der Sonde und durch die Verwendung von Wasser, gepufferten Lösungen oder Lösungsmitteln wie Hexadekan als Abbildungsmedium wird erreicht, dass – im Gegensatz zur normalen Rasterkraftmikroskopie – nur ganz spezifische Wechselwirkungen zwischen CFM-Sonde und der abzubildenden Oberfläche auftreten. Damit wird eine chemische Selektivität der CFM-Sonde erzielt. Die Stärke der an einem Ort der Oberfläche gemessenen spezifischen Wechselwirkung erlaubt Rückschlüsse über die Dichte der spezifisch detektierten chemischen Endgruppen der Oberfläche. Beim zeilenweisen Abtasten der Oberfläche wird die chemische Sonde an jedem Messpunkt mit der Oberfläche in Kontakt gebracht und wieder getrennt (Digitaler Pulsed Force Mode). Bei diesem physikalischen Vorgang werden simultan die Stärke der Wechselwirkung, die Steifigkeit der Oberfläche sowie weitere chemische bzw. physikalische Größen bestimmt und jedem Bildpunkt zugeordnet.
Elektrochemische Rasterkraftmikroskopie (englisch electrochemical scanning microscopy, EC-AFM)
Die elektrochemische Rasterkraftmikroskopie ermöglicht die Abbildung der Topographie bei gleichzeitiger Kontrolle des elektrochemischen Potentiales der Probe. Es ist somit simultan möglich topographische und elektrochemische Eigenschaften von Elektrodenoberflächen zu erfassen.
Strom-Spannungs-Mikroskopie (englisch current sensing atomic force microscopy, CS-AFM)
Im Kontaktmodus wird zwischen Probe und Spitze eine Spannung angelegt und der entstehende Strom zusätzlich zu den topographischen Informationen ausgegeben. Für diese Messtechnik wird eine spezielle, mit einem leitenden Material beschichtete Messspitze benötigt. Generell kommen dafür verschiedene Spitzen in Frage, häufig werden Siliziumnitridspitzen mit Platinbeschichtung verwendet.
Raster-Kelvin-Mikroskopie (englisch kelvin force microscopy, KFM oder surface potential imaging)
Auch in diesem Modus wird eine Messspitze (Kelvin-Sonde) aus leitendem Material verwendet. Die Messspitze und die Probe haben im Allgemeinen eine unterschiedliche Austrittsarbeit. Dadurch tritt im Falle eines leitenden Kontaktes zwischen der Probenoberfläche und der Messspitze eine Spannung auf, welche zur Messung von elektrostatischen Charakteristika der Oberfläche genutzt werden kann. So erlaubt die KFM-Technik eine Aussage über die Austrittsarbeit und den ortsaufgelösten Spannungsverlauf im Vergleich zur Topografie.

### Spektroskopische Verfahren
Hier wird das AFM nicht zum Aufnehmen eines Bildes verwendet, sondern um die elasto-plastischen Eigenschaften der Probe an einer vordefinierten Stelle zu untersuchen.

#### Kraft-Abstands-Kurven

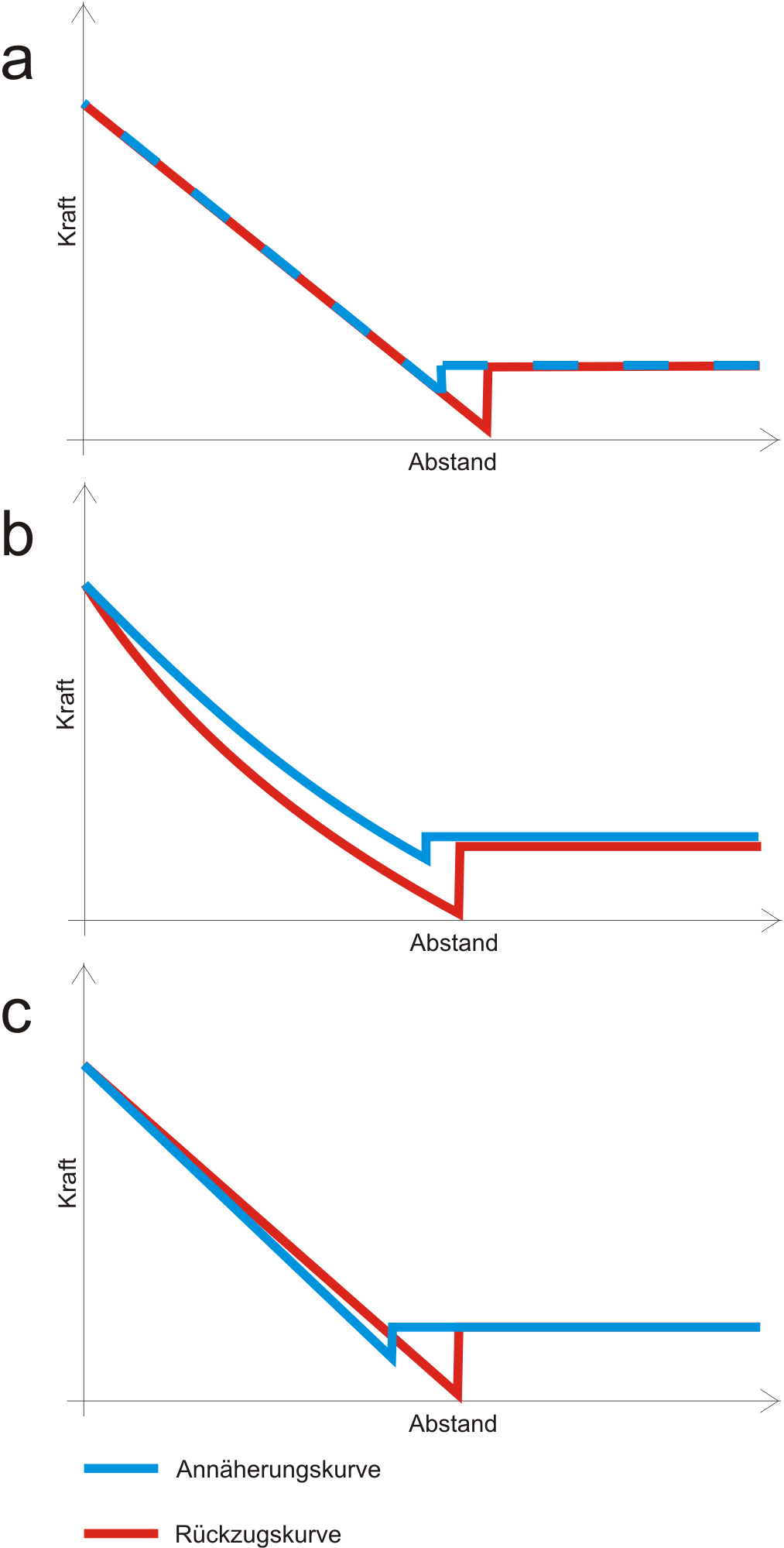
Typische Kraft-Abstands-Kurven. (a) Idealfall, (b) typische Kurve, (c) häufigstes Artefakt (siehe Text)

Zur Messung von Kraft-Abstands-Kurven wird der Cantilever einmal oder mehrmals auf die Probe abgesenkt, mit definierter Kraft aufgedrückt und wieder von der Probe entfernt. Dabei wird die auf die Messnadel wirkende Kraft in Abhängigkeit von der Spitzenposition aufgezeichnet. Aus den entstandenen Kurven lassen sich dann Rückschlüsse auf verschiedene Eigenschaften des Materials und der Oberfläche gewinnen wie zum Beispiel über die Adhäsionskräfte und die Elastizität. Um die Messgenauigkeit zu erhöhen und Artefakte z. B. durch Geräusche zu eliminieren, wird normalerweise nicht eine einzelne Kurve, sondern eine Kurvenschar, ein sogenanntes Force Volume, aufgenommen. Aus diesen wird dann eine Durchschnittskurve gebildet und ausgewertet. Die Abbildung rechts zeigt typische Kraft-Abstands-Kurven, die sich bei einer solchen Messung ergeben können. Dabei repräsentiert die blaue Kurve jeweils den Annäherungsprozess, die rote das Zurückziehen der Spitze.
Im Bild rechts zeigt (a) den Idealfall der Messung auf einer rein elastischen Probe. Der horizontale Abschnitt in der rechten Bildhälfte repräsentiert die Nulllinie (Kraftkurven werden normalerweise immer von der Nulllinie aus gelesen), bevor die Spitze in Kontakt mit der Oberfläche kommt. Nähert sich die Spitze der Probe an, kommt es schließlich zu einem Sprung der Spitze auf die Oberfläche, der durch kurzreichweitige attraktive Kräfte hervorgerufen wird. Anschließend steigt die Kraft proportional mit dem weiteren Annähern an (sogenanntes „Kontaktregime“). Nachdem die Bewegung am Maximum umgekehrt wurde, fällt die Kurve genauso linear wieder ab, bleibt aber an der Oberfläche haften, bis die Federkraft des Cantilevers größer als die Adhäsionskräfte der Oberfläche wird und der Federbalken wieder in seine Nullposition springt.
Im Bild rechts schematisiert (b) eine typische Kraftkurve auf vielen Probentypen. Während die Nulllinie und der Sprung in den Kontakt nicht von Bild a abweichen, erkennt man im Kontaktregime, dass die Linie nicht mehr linear ist, sondern zunächst flacher ist und dann steiler wird. Dies kann zum einen durch eine Verhärtung des Materials während des Eindrückens zustande kommen (elasto-plastisches Verhalten) oder zum anderen dadurch, dass bei dünnen Proben mit zunehmender Eindrückung die härtere Probenunterlage die Messung beeinflusst. Aus der Hysterese zwischen den Annäherungs- und Rückzugskurven kann die an der Probe verrichtete Arbeit berechnet werden.
Schließlich demonstriert (c) im Bild das häufigste Artefakt bei Kraft-Abstands-Messungen. Im Unterschied zu den Bildern a und b liegt hier die Rückzugskurve im Kontaktregime oberhalb der Annäherungskurve, das heißt, scheinbar sind die Kräfte beim Zurückziehen der Spitze höher als beim Annähern. Das Artefakt kommt meist durch Nichtlinearitäten der Piezostellelemente im Kraftmikroskop zustande.
Aufgrund dieser und anderer auftretender Artefakte ist sowohl bei der Kalibrierung des Gerätes als auch bei der Auswertung der Kraftkurven ein großes Maß an Sorgfalt und Erfahrung nötig.

#### Einzelmolekülkraftspektroskopie
Ein ähnliches Verfahren wie bei den Kraft-Abstands-Kurven kann auch verwendet werden, um Bindungskräfte in einzelnen Molekülen wie beispielsweise Proteinen zu messen.
Dabei wird z. B. das zu messende Molekül mithilfe spezieller Moleküle kovalent an einen Probenträger und an die Messspitze gebunden und dann durch zurückziehen der Messspitze gestreckt. Da die Faltung von Proteinen durch Wasserstoffbrücken oder noch schwächere Bindungen zustande kommt, wird dadurch das Molekül zunächst vollständig entfaltet, bevor es letzten Endes zu einem Reißen einer der kovalenten Bindungen im Molekül oder an der Oberfläche kommt. In der zugehörigen Kraft-Abstands-Kurve ist das Entfalten an einer sägezahnartigen Struktur zu erkennen. Ein Verständnis der Messergebnisse ist ohne zumindest grundlegende molekulare Kenntnisse nicht erreichbar.

## Störungen während der Messung
Die Auswertung der während der Messungen gewonnenen Daten bedarf einer ausführlichen Analyse, da während jeder Messung Störungen auftreten können und die Daten zudem durch systembedingte Fehler überlagert werden. Ein grundlegendes Problem bei allen Abbildungen mit einer endlich großen Messspitze ist, dass die Messdaten nicht die tatsächliche Probenoberfläche darstellen, sondern eine Faltung der Geometrie der Spitze mit der Struktur der Oberfläche.
Neben den systembedingten Fehlern können während der Messung verschiedene Störungen auftreten:
- Vibrationen: Diese kommen zum einen durch Gebäudeschwingungen oder Trittschall zustande. AFM-Messplätze werden deshalb häufig auf schwingungsisolierten Tischen aufgebaut, meist bestehend aus dicken Marmorplatten auf dämpfenden Druckluftfüßen, oder auf mit Piezoelementen aktiv gedämpften Tischen. Zusätzlich stellt bei Messungen unter Normaldruck der akustische Schall, der über die Luft direkt auf den Cantilever übertragen wird, eine starke Störquelle dar. Dieses umso mehr, je näher die Resonanzfrequenz des Cantilevers zum Frequenzbereich normaler Geräusche liegt. Aus diesem Grund ist es sinnvoll, AFMs in besonderen Schallschutzboxen zu betreiben. Falls es in Anbetracht der zu untersuchenden Probe möglich ist, können auch Geräte, die unter Vakuumbedingungen arbeiten, genutzt werden.
- Thermischer Drift: Durch thermische Ausdehnungen zwischen Probe und Cantilever können im Verlauf eines Messintervalls Verschiebungen von einigen Nanometern auftreten, was bei Bildern mit hoher Auflösung als Verzerrung sichtbar wird.
- Interferenzerscheinungen: Bei stark reflektierenden Proben kann es vorkommen, dass ein Teil des Laserstrahls von der Probenoberfläche reflektiert wird und im Photodetektor mit dem Anteil, der vom Cantilever kommt, interferiert. Dies macht sich in senkrecht zur Scan-Richtung verlaufenden Streifen bemerkbar, die dem eigentlichen Höhenbild überlagert sind.
- Statische Aufladungen: Besonders bei MFM-Messungen nichtmetallischer Proben können elektrische Ladungen, die von der Spitze aufgesammelt werden, die Messungen verfälschen oder ganz unmöglich machen[14]. Um diese Aufladungen zu vermeiden, sollten Probe und Cantilever auf dem gleichen Massepotential liegen. Nichtmetallische Proben können dazu mit einer feinen Goldschicht bedampft werden. Wo das nicht möglich ist, kann auch mit einer radioaktiven Quelle die Luft ionisiert werden, was einen Potentialausgleich der unerwünschten elektrischen Ladungen bewirkt. Sind die Aufladungen über die Messfläche konstant, können diese auch über die Steuerungssoftware bzw. den Regelkreis der Messanordnung ausgeglichen werden.

## Auswertungssoftware
Bei professionellen AFMs ist gewöhnlich eine Auswertungssoftware im Ansteuerprogramm der Hardware integriert. Die Datenformate sind dabei meist herstellerabhängig, da neben reinen Bilddaten auch die Einstellungen der jeweiligen Messung wie z. B. die Scangeschwindigkeit mitgespeichert werden sollen. Darüber hinaus lassen sich die erstellten Messbilder auch in bekannte Datenformate wie BMP- oder JPEG-Dateien konvertieren.
Für Macintosh-Rechner gibt es die auf NIH Image basierende proprietäre Messsoftware Image SXM, die unter anderem die Rohdaten vieler Rasterkraft- und Rastertunnelmikroskope zu verarbeiten vermag. Für GNU/Linux, Microsoft Windows, Mac OS X und FreeBSD ist die freie Auswertesoftware Gwyddion verfügbar, die ebenfalls eine Vielzahl unterschiedlicher Rohdatenformate importieren kann. Sie bietet neben umfangreichen eingebauten Funktionalitäten weiterhin die Möglichkeit durch Module in diversen Programmiersprachen flexibel erweitert zu werden.